# Szűcs Kristóf
Szűcs Kristóf (Szeged, 1997. január 3. –) magyar labdarúgó, a Karcag játékosa. Posztját tekintve védő.

## Pályafutása
2007 és 2013 között a Kiskunhalas FC, a Kiskunmajsa FC, és a Budapest Honvéd FC utánpótlás csapataiban nevelkedett.

### Honvéd
A 2013–2014-es és a 2014–2015-ös szezonban az NBIII– Keleti csoportjában szereplő Honvéd második csapatában 15 mérkőzésen lépett pályára, gólt nem szerzett.

### Újpest
2015–2016-os szezonban az NBIII-ban 12-szer lépett pályára ebből 11-szer volt kezdő, gólt nem szerzett. A
2016–2017-es szezonban az NBIII-ban 19-szer lépett pályára, ebből 19-szer volt kezdő.
2017. január 12-én profi szerződést kötött vele az Újpest FC csapata.
2017. február 11-én a Magyar Kupa nyolcaddöntőinek első mérkőzésén a Zalaegerszegi TE ellen debütált a 78. percben, csapata 4–1-re győzött.
2017. február 26-án a Szombathelyi Haladás otthonában az NBI 21. fordulójában a mérkőzés 74. percében Cseke Benjámin cseréjeként debütált, és a 93. percben megszerezte első gólját, csapata 2–0-ra győzött. 2019. augusztus 5-én az Újpest FC a hivatalos honlapján jelentette be, hogy a 2019–20-as szezont a Vác FC klubjánál tölti kölcsönben.